# 智能规划
智能规划是人工智能的一个分支，其关注的是实现策略或动作序列，通常为了处理智能代理、自主机器人和无人驾驶车辆。不同于古典控制和分类问题，解决方案是复杂的，并且必须被发现和优化在多维空间。规划也与决策理论相关。
在已知环境中通过可用的模型、规划可以离线完成。解决方案在执行之前可以被创建和评估。在动态未知环境中，策略常常需要在线修订。必须使模型和策略适应。解决方案采用迭代试差过程经常出现在人工智能中。这些包括动态编程，强化学习和组合优化。用来描述计划和调度的语言通常被称为动作语言。